# 루웨이
루웨이(중국어 간체자: 卤味, 정체자: 滷味, 병음: lǔwèi, 민난어: ló͘-bī 로비, 차오저우어: lou2 bhi7 로우비, 광둥어: 鹵味, 월병: lou5 mei62 로우메이[*], 한자음: 로미)는 대만 및 중국 차오저우, 홍콩 등에서 루수이(씨육수)에 조리한 음식을 가리키는 말이다. 소, 돼지, 닭, 오리 고기와 부속 등이 흔히 루웨이 방식으로 조리된다.

## 같이 보기
- 섹바
- 파 러우